# کاستل‌گروندو
کاستل‌گروندو (به ایتالیایی: Castelgerundo)، یک کومونه جدید در استان لودی در ناحیهٔ لمباردی، ایتالیا است که در حدود ۵۵ کیلومتر (۳۴ مایل) جنوب شرقی میلان و حدود ۲۵ کیلومتر (۱۶ مایل) جنوب شرقی لودی واقع شده‌است.
کاستل‌گروندو با شهرداری‌های زیر هم‌مرز است:
- فورمیگارا
- کاستیلیونه دآدا
- مالئو
- ترانووا دی پاسرینی
- پیتزیگتونه
- کاواکورتا
- کودونیو

شهرداری جدید از ۱ ژانویه ۲۰۱۸، از به هم پیوستن کاواکورتا و کامایراگو ساخته شد. این شهرداری همچنین شامل فراتسیونه (زیربخش) باسکو والنتینو اِ مولاتسانا می‌شود.

## تاریخچه
فرایند به هم پیوستن شهرداری‌های کامایراگو و کاواکورتا در سال ۲۰۱۶ آغاز شد. در تاریخ ۲۲ اکتبر ۲۰۱۷ یک همه‌پرسی برگزار شد که نتایج مثبتی داشت.
در ۲۸ نوامبر همان سال، به هم پیوستن این دو شهرداری توسط شورای منطقه‌ای لمباردی تصویب شد.